# آشا بات
آشا بات (به انگلیسی: Asha Bhat) (زاده ۵ سپتامبر ۱۹۹۲) مدل و بازیگر اهل هند است.
از کارهای معروف او می‌توان به بازی در فیلم جنگلی اشاره کرد.